# Enugu (1961)
NNS Enugu (P05) – nigeryjski okręt patrolowy z okresu zimnej wojny, pierwsza jednostka zbudowana dla nowo powstałej Nigeryjskiej Marynarki Wojennej. Był pierwszą z siedmiu pozyskanych przez Nigerię brytyjskich okrętów typu Ford. Został zbudowany w 1961 roku w stoczni Camper and Nicholsons w Gosport i w grudniu tego roku wszedł do służby. Okręt został skreślony z listy floty w 1982 roku.

## Projekt i budowa
Okręty patrolowe typu Ford zostały zaprojektowane przez W. Holta w celu zastąpienia używanych podczas II wojny światowej niewielkich patrolowców typu HDML. Były klasyfikowane w Wielkiej Brytanii jako seaward defense boat (okręty obrony morskiej). Jednostki planowano wyposażyć w jednolufową wersję miotacza Squid, jednak broń ta ostatecznie nie powstała i na pokładzie umieszczono tradycyjne dwa miotacze i dwie zrzutnie bomb głębinowych. Okręty miały charakterystyczny wygląd dzięki umieszczonym obok siebie dwóm kominom. W wersji zaproponowanej Nigerii wzmocniono uzbrojenie artyleryjskie o działka kalibru 20 mm, pozbawiając okręty wyposażenia ZOP. Zachowano jednak zrzutnie bomb głębinowych.
„Enugu” zamówiony został w 1960 roku w stoczni Camper and Nicholsons w Gosport jako pierwszy nowy okręt dla nowo powstałej Marynarki Wojennej Nigerii. Okręt został ukończony i uroczyście przyjęty do służby 14 grudnia 1961 roku. Jednostka otrzymała numer burtowy P05.

## Dane taktyczno-techniczne
Okręt był dużym, przybrzeżnym patrolowcem. Długość całkowita wynosiła 35,7 metra (33,5 m między pionami), szerokość 6,1 metra i zanurzenie 1,5 metra. Wyporność standardowa wynosiła 120 ton, a pełna 160 ton. Okręt napędzany był przez trzy silniki wysokoprężne: dwa 12-cylindrowe Davey-Paxman o łącznej mocy 1100 koni mechanicznych (KM), napędzające zewnętrzne śruby oraz silnik marszowy Foden o mocy 100 KM, poruszający środkową śrubą. Maksymalna prędkość okrętu wynosiła 18 węzłów, a ekonomiczna (marszowa) 8 węzłów. Okręt zabierał 23 tony paliwa.
Uzbrojenie artyleryjskie jednostki składało się z pojedynczego działka Bofors kal. 40 mm Mark 7 L/60 oraz dwóch pojedynczych działek Oerlikon kal. 20 mm Mark 7 L/70. Uzbrojenie przeciw okrętom podwodnym stanowiły bomby głębinowe. Wyposażenie radioelektroniczne obejmowało radar Typ 978.
Załoga okrętu składała się z 26 oficerów, podoficerów i marynarzy.

## Służba

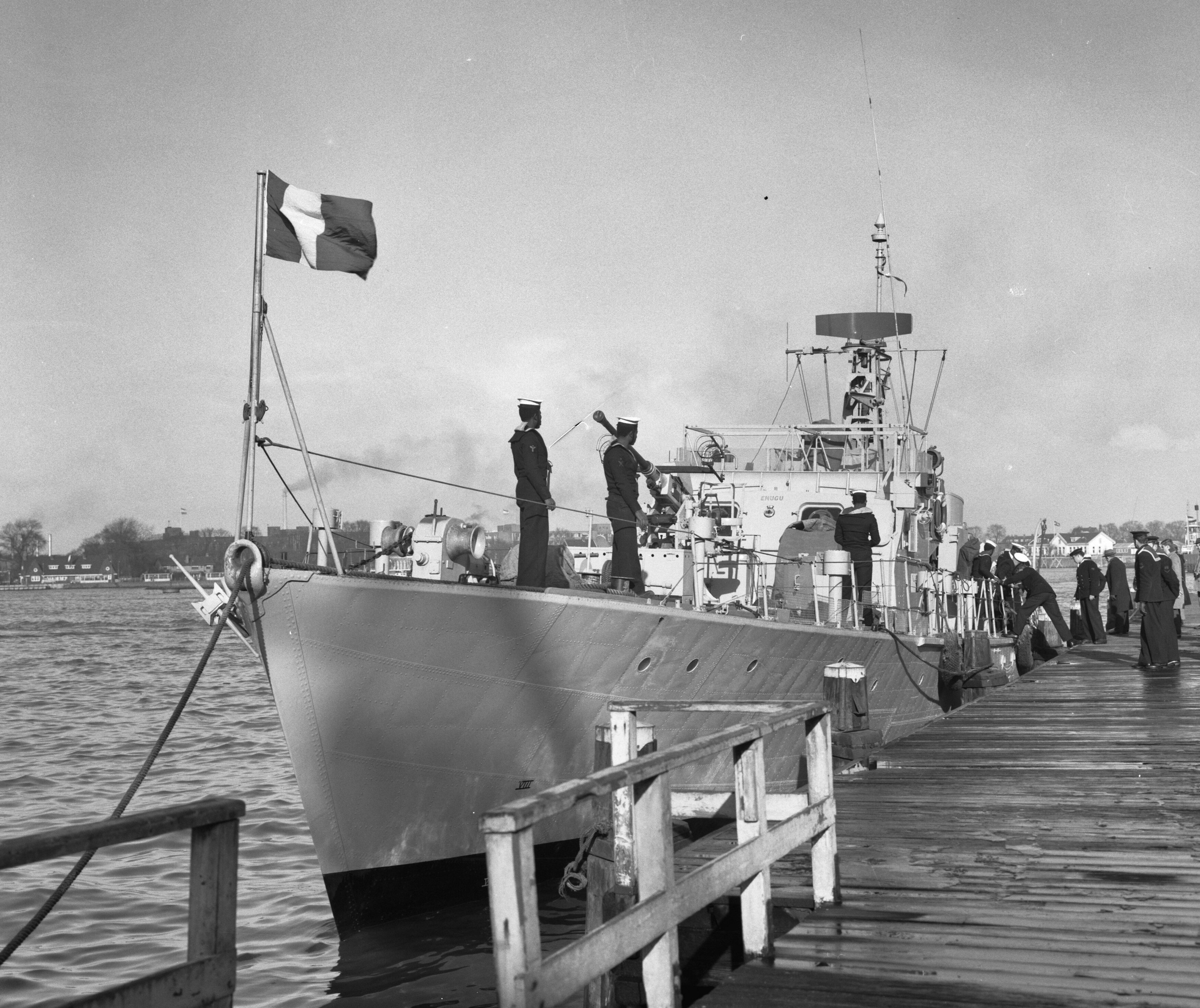
„Enugu” podczas wizyty w Amsterdamie 2 lutego 1962

10 kwietnia 1962 roku „Enugu” opuścił Portsmouth, udając się w rejs do kraju. Służył podczas wojny domowej z separatystyczną  Biafrą w latach 1967–70. Okręt został skreślony listy floty w 1982 roku.